# Cladotanytarsus crebrus
Cladotanytarsus crebrus är en tvåvingeart som beskrevs av Lehmann 1981. Cladotanytarsus crebrus ingår i släktet Cladotanytarsus och familjen fjädermyggor.
Artens utbredningsområde är Kongo. Inga underarter finns listade i Catalogue of Life.